# Learjet 60
Learjet 60 (LJ605) — реактивний адміністративний середньомагістральний (бізнес-джет) літак виробництва компанії Bombardier Aerospace. Іменується також як Bombardier Learjet 60.

## Історія літака
Learjet 60 являє собою поліпшену версію літака Learjet 55 з подовженим фюзеляжем і потужнішими двигунами. Перший політ літак виконав 10 жовтня 1990 року, сертифікат льотної придатності отримав в січні 1993 року.
Learjet 60 відрізняється від свого попередника Learjet 55 рядом конструктивних змін, пов'язаних з поліпшенням аеродинамічних властивостей літака, збільшенням потужності двигунів, улаштуванням нових закінцівок крила, зміни місць з'єднання крила з фюзеляжем на більш обтічні форми, збільшенням хорди крила і передньої кромки крила. Дані зміни дозволили поліпшити керованість на зльоті та посадці, зменшити показники лобового опору. Для використання нових моделей двигуна для них також розроблено новий пілон. Для підвищення характеристик стійкості і керованості, особливо на малих швидкостях польоту, під фюзеляжем літака в хвостовій частині передбачені «аеродинамічні гребені». За їх наявність літак отримав назву «Delta Fins» (Дельта-плавники).
Всього було побудовано 314 літаків, після чого у 2007 році виробництво тимчасово припинено, взята «виробнича пауза». Останньою моделлю літака була Learjet 60XR.
Літак вважається найаварійнішим у своєму класі через підвищені вимоги до керування, особливо на режимах зльоту і посадки.

## В експлуатації

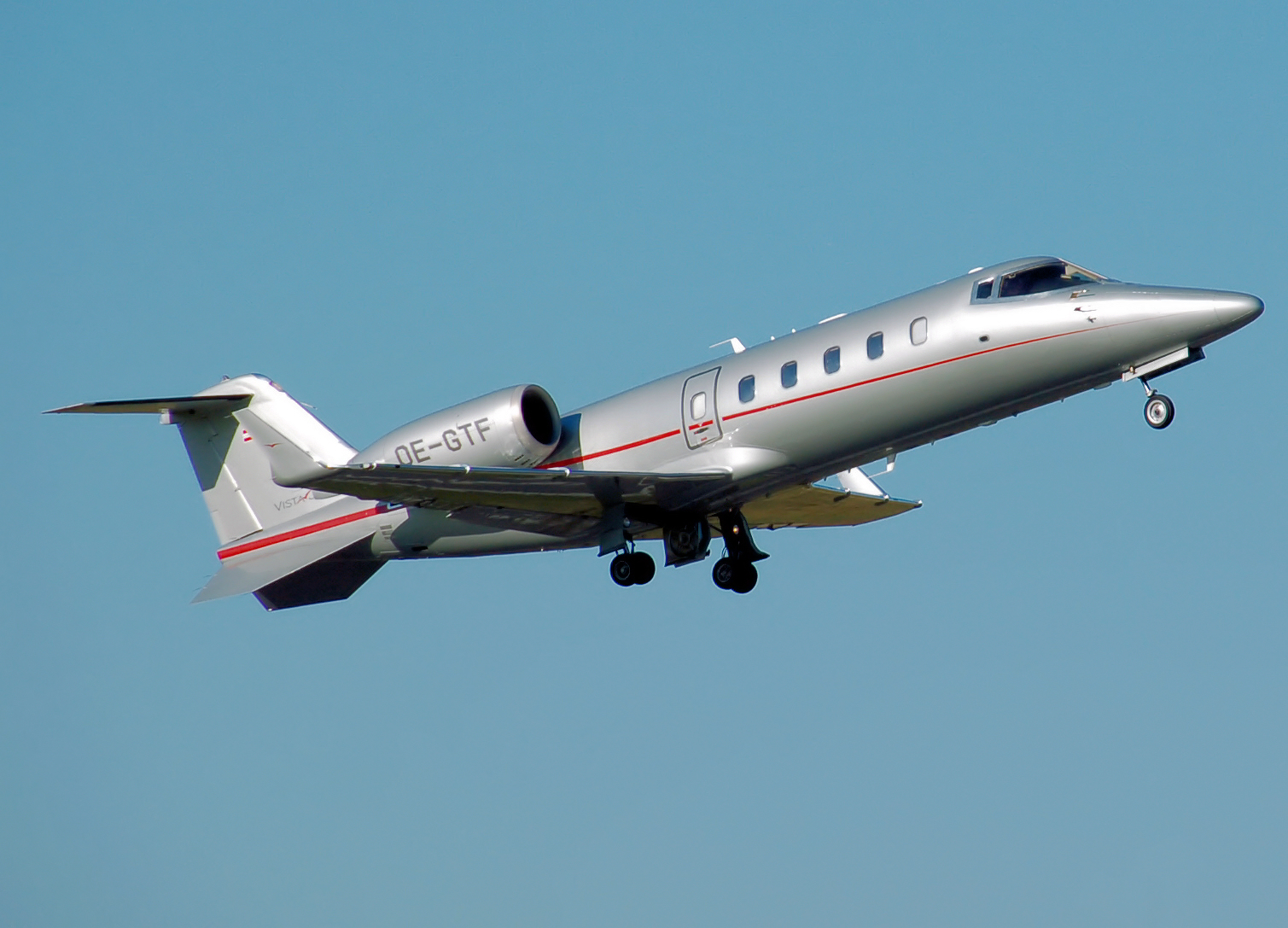
Learjet 60 компанії VistaJet Holding SA на зльоті

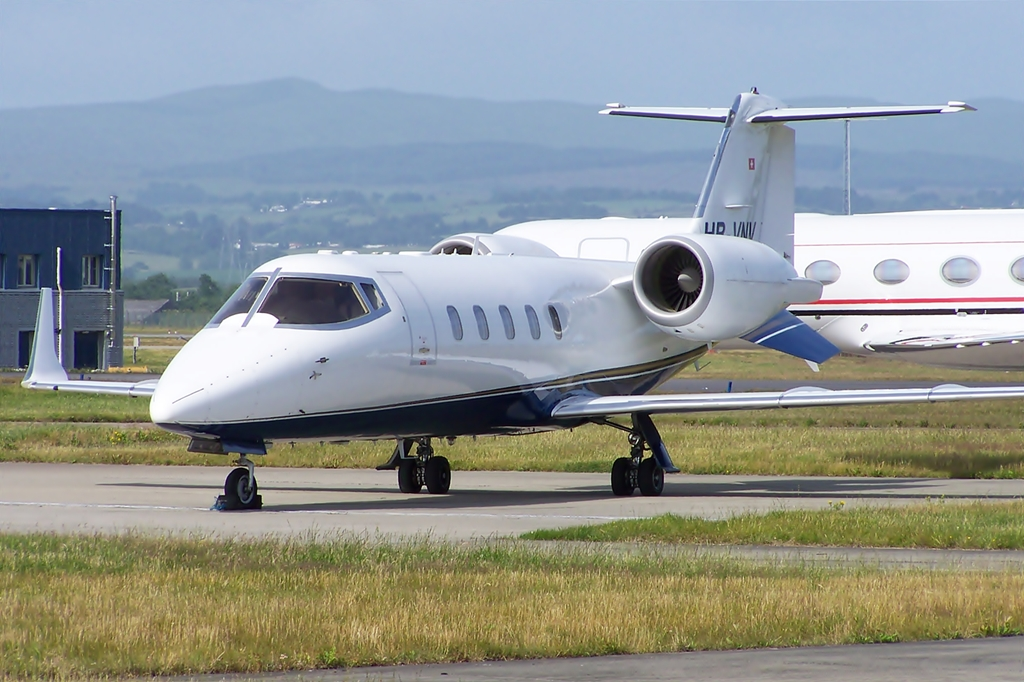
Learjet 60 в аеропорту Глазго

## Цивільні експлуатанти
Латвія
Один Learjet 60 в компанії Balticjet Aircompany
 Мальта
Один Learjet 60 в компанії Eurojet Malta Limited.

## Військові та урядові експлуатанти
Аргентина
Один Learjet 60 в уряді провінції Тукуман.
Один Learjet 60 в компанії «Jefatura Del Estado Mayor»
 Колумбія
 ВПС Колумбії Один Learjet 60 для перевезення VIP-персон
 Північна Македонія
Один Learjet 60 на заміну в квітні 2005 року застарілого Beechcraft Super King Air для перевезення VIP-персон
 Малайзія
Два Learjet 60 у віданні Департаменту цивільної авіації Малайзії (DCAM).
 Мексика
Один Learjet 60 у складі Військово-морських сил Мексики.
 Молдова
Один Learjet 60 в компанії Nobil Air.
 США
Шість Learjet 60 у веденні Федерального управління цивільної авіації США для проведення перевірок навігаційного обладнання.

## Льотно — технічні характеристики

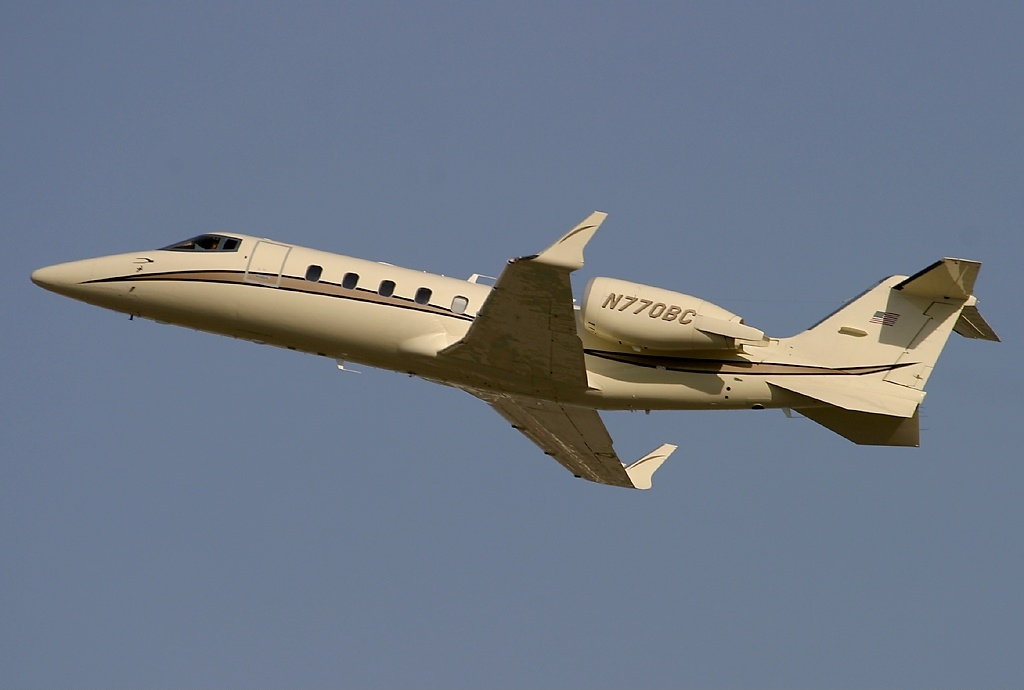
Learjet 60

Основні характеристики
- Екіпаж: 2 чоловіки (льотчик і помічник)
- Пасажиромісткість: 7 (9) пасажирів
- Довжина: 17.881 м
- Висота: 4.471 м
- Розмах крила: 13.34 м

- Площа крила: 24.57 м2
- Маса порожнього: 6641 кг
- Максимальна злітна маса: 10660 кг

Льотні характеристики
- Крейсерська швидкість: 778 км/год (на висоті 13,5 км)
- Практична дальність: 4461 км (4 пасажира)
- Швидкопідйомність: 22,9 м/с

## Інциденти з літаком
- 19 вересня 2008 року літак Learjet 60 зазнав катастрофи під час зльоту з аеропорту Columbia Metropolitan Airport штату Південна Кароліна. Пасажири Тревіс Баркер та DJ AM поранені, решта 4 пасажири загинули[12]. Причиною послужило руйнування колеса шасі внаслідок якого літак викотився за ЗПС, розтрощив огорожу, перетнув шосе, врізався в насип і загорівся[13].
- 13 листопада 2014 року літак Learjet 60 з Боно й іншими пасажирами, що летіли з Дубліна в Берлін, втратив одну з дверей під час польоту. За межі салону також вилетіли речі пасажирів, літак благополучно приземлився в Берліні[14].